# Montejo de Tiermes
Montejo de Tiermes est une commune espagnole de la province de Soria en Castille-et-León.

## Patrimoine
Sur le territoire de la commune se trouvent le site archéologique de la cité celtiblère de Tiermes, et la chapelle Sainte-Marie de Tiermes.